# Chrysops additus
Chrysops additus är en tvåvingeart som beskrevs av H. Oldroyd 1957. Chrysops additus ingår i släktet Chrysops och familjen bromsar.
Artens utbredningsområde är Madagaskar. Inga underarter finns listade i Catalogue of Life.